# Paniranisme

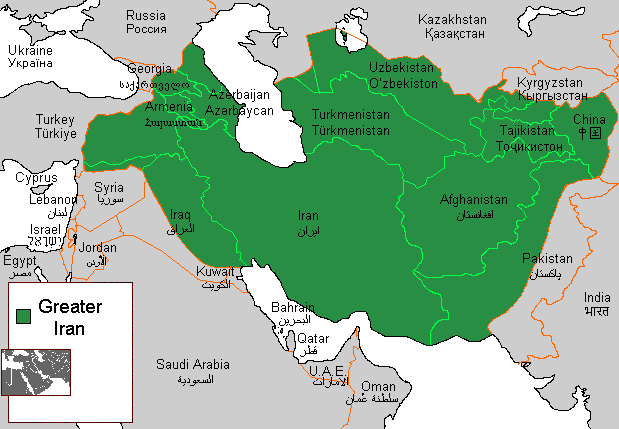
Sur le plan géographique et culturel, il est généralement admis que le Grand Iran comprend l'ensemble du plateau Iranien et ses plaines limitrophes s'étendant de la Mésopotamie et du Caucase à l'ouest, de l'Indus à l'est, de la rivière Oxus au nord et du golfe Persique et de la mer d'Oman au sud.

Le paniranisme est une idéologie qui prône la solidarité et la réunification des peuples iraniens vivant sur le plateau Iranien et dans d'autres régions à l'influence culturelle iranienne importante, notamment les Perses, les Azerbaïdjanais (une population de langue turque historiquement, culturellement et génétiquement oğuz ), Lurs, Gilaks, Mazanderanis, Ossètes, Kurdes, Zazas, Talysh, Tadjiks du Tadjikistan, Ouzbékistan et Afghanistan, les Pachtounes, les Baloutches, etc.
Le premier théoricien du paniranisme est Mahmoud Afshar Yazdi,,,,,.

## Origines et idéologie

Drapeau du Parti pan-iranien.

Le politologue iranien Mahmoud Afshar a développé l'idéologie pan-iranienne au début des années 1920 en opposition au pan-turquisme et au panarabisme, considérés comme une menace potentielle pour l'intégrité territoriale de l'Iran. Il a également montré une forte conviction dans le caractère nationaliste du peuple iranien tout au long de la longue histoire du pays. 
Contrairement aux mouvements similaires de l'époque dans d'autres pays, le pan-iranisme était inclusif sur le plan ethnique et linguistique et ne concernait que le nationalisme territorial, plutôt que le nationalisme ethnique ou racial. À la veille de la Première Guerre mondiale, les pankurkistes se sont concentrés sur les terres turcophones d'Iran, du Caucase et d'Asie centrale. Le but ultime était de persuader ces populations de se séparer des plus grandes entités politiques auxquelles elles appartenaient et de rejoindre la nouvelle patrie pan-turcique. C'est ce dernier appel aux Azerbaïdjanais iraniens qui, contrairement aux intentions pankurkistes, a amené un petit groupe d'intellectuels azerbaïdjanais à devenir les plus ardents défenseurs de l'intégrité territoriale de l'Iran. Après la révolution constitutionnelle en Iran, les démocrates azerbaïdjanais ont adopté un nationalisme romantique en réaction aux politiques irrédentistes pankurkistes menaçant l'intégrité territoriale de l'Iran. C'est durant cette période que les politiques iranienne et d'homogénéisation linguistique ont été proposées comme une nature défensive contre toutes les autres. Contrairement à ce à quoi on pourrait s'attendre, ce sont les Azerbaïdjanais iraniens qui ont le plus innové ce nationalisme défensif. Ils ont estimé que la garantie de l'intégrité territoriale du pays était la première étape dans l'édification d'une société fondée sur le droit et un État moderne. Dans ce cadre, leur loyauté politique l'emportait sur leurs affiliations ethniques et régionales. L'adoption de ces politiques d'intégration a ouvert la voie à l'émergence du nationalisme culturel du groupe ethnique titulaire.

## Histoire

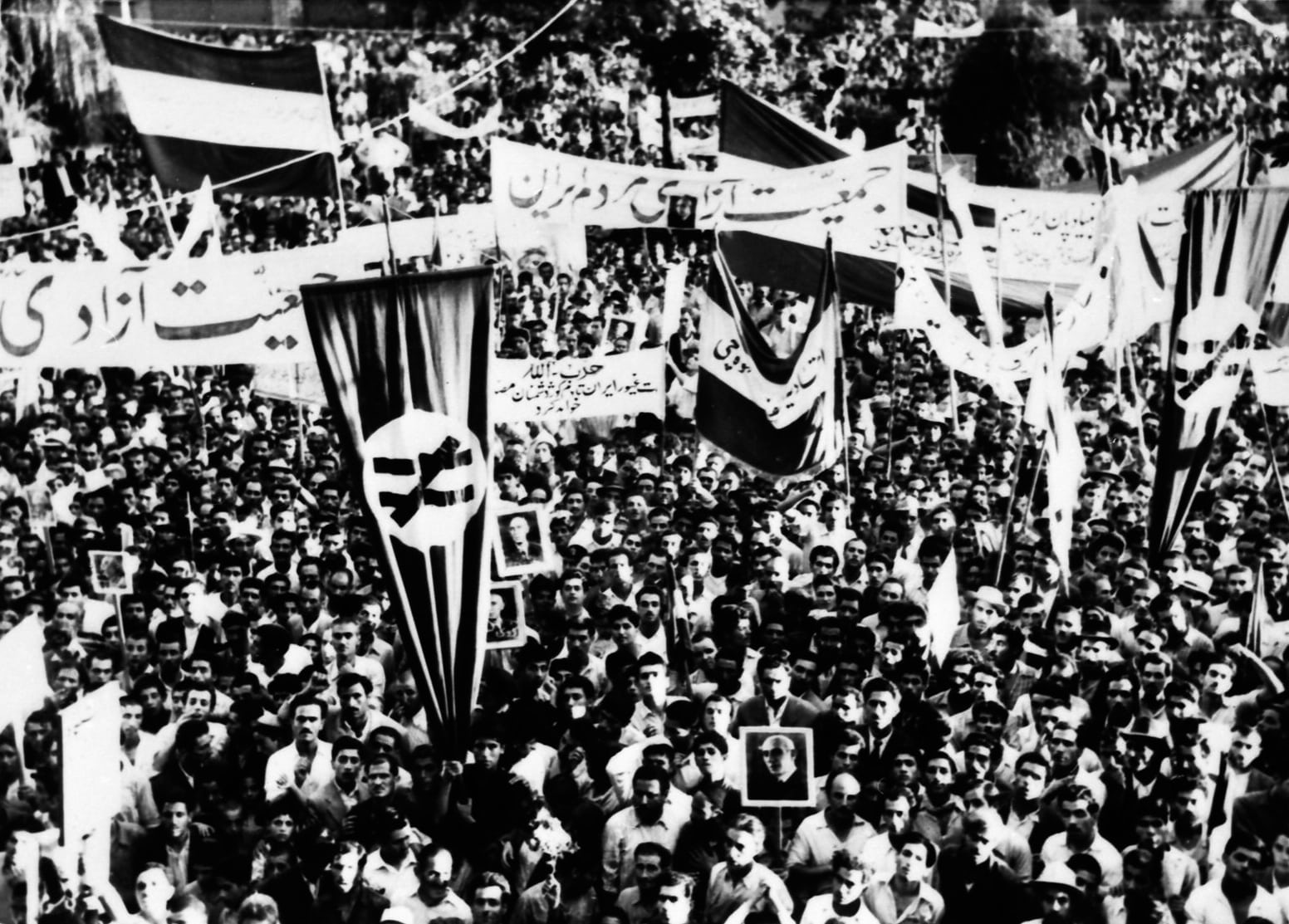
Drapeaux pan-iraniens vus lors des rassemblements pro-Mosaddegh à Téhéran le 16 août 1953.

Avec l'effondrement de la dynastie Qajar, où régnait la corruption, et la montée en puissance de Reza Shah Pahlavi en 1925, qui commença à introduire des réformes laïques limitant le pouvoir du clergé chiite, des penseurs nationalistes et socialistes iraniens espéraient que cette nouvelle ère serait également témoin de l'introduction de réformes démocratiques, mais qui finalement n'ont pas eu lieu. Cela a abouti à la montée progressive d'un mouvement pan-iranien à la base peu structurée, composé d'écrivains nationalistes, d'enseignants, d'étudiants et de militants nationalistes, allié à d'autres mouvements pro-démocrates.
Dans les années 1940, après l'invasion anglo-soviétique de l'Iran, le mouvement pan-iranien gagna en popularité et en popularité du fait du sentiment général d'insécurité qui régnait parmi les Iraniens qui voyaient le roi Reza Shah impuissant face à une telle présence étrangère dans le pays. Il y avait des soldats russes, anglais, indiens, néo-zélandais, australiens et, plus tard, américains, présents dans le pays, notamment dans la capitale, Téhéran. L'occupation alliée a influencé une série de mouvements d'étudiants en 1941. L'un de ces nouveaux groupes était un groupe de guérilla nationaliste clandestin appelé le groupe Revenge, également connu sous le nom d'Anjoman. Le parti pan-iranien a été fondé plus tard par deux des membres du groupe Revenge et deux autres étudiants du milieu à la fin des années 1940 à l'université de Téhéran. Bien que le mouvement pan-iraniste avait joué un rôle actif tout au long des années 1930, c'était une alliance populaire vaguement organisée d'écrivains nationalistes nationalistes, d'enseignants, d'étudiants et de militants. Ce parti a été la première organisation à adopter officiellement une position pan-iranienne, qui croyait en la solidarité et la réunification des peuples iraniens habitant le plateau Iranien. En 1951, les dirigeants du parti, Mohsen Pezeshkpour et Dariush Forouhar, se sont mis d'accord sur le fonctionnement du parti. Une division a eu lieu. Les deux factions différaient grandement par leur structure organisationnelle et leurs pratiques. La faction Pezeskpour, qui a conservé le nom du parti, croyait travailler dans le système de Mohammad Reza Pahlavi. La faction Forouhar, qui a adopté un nouveau nom, Mellat Iran (Parti de la nation iranienne), croyait en une action contre le système.

## Voir également
- Grand Iran
- Peuples iraniens
- Langues iraniennes
- Empire perse
- Histoire de l'Azerbaïdjan
- Histoire de l'Iran
- Histoire de l'Afghanistan
- Histoire du Tadjikistan
- Histoire du Pakistan
- Histoire de la Turquie
- Histoire de l'Ouzbékistan
- Histoire des Kurdes